# Ceramica Panaria-Navigare/Saison 2006
Mannschaft und Erfolge des Team Ceramica Panaria-Navigare in der Saison 2006.

## Erfolge
| Datum    | Rennen                   | Sieger              |
| -------- | ------------------------ | ------------------- |
| 1. April | GP de Rennes             | Paride Grillo       |
| 21. Mai  | 14. Etappe Giro d’Italia | Luis Felipe Laverde |

## Mannschaft
| Name                      | Geburtstag        | Nationalität |
| ------------------------- | ----------------- | ------------ |
| Moises Aldape Chavez      | 14. August 1981   | Mexiko       |
| Fortunato Baliani         | 6. Juli 1974      | Italien      |
| Guillermo Rubén Bongiorno | 29. Juli 1978     | Argentinien  |
| Antonio Bucciero          | 19. April 1982    | Italien      |
| Daniele Colli             | 19. April 1982    | Italien      |
| Tiziano Dall’Antonia      | 26. Juli 1983     | Italien      |
| Paride Grillo             | 23. März 1982     | Italien      |
| Luis Felipe Laverde       | 6. Juli 1979      | Kolumbien    |
| Serhij Matwjejew          | 29. Januar 1975   | Ukraine      |
| Luca Mazzanti             | 4. Februar 1974   | Italien      |
| Andrea Pagoto             | 11. Juli 1985     | Italien      |
| Julio Pérez Cuapio        | 30. Juli 1977     | Mexiko       |
| Domenico Pozzovivo        | 30. November 1982 | Italien      |
| Matteo Priamo             | 20. März 1982     | Italien      |
| Maximiliano Richeze       | 7. März 1983      | Argentinien  |
| Miguel Ángel Rubiano      | 3. Oktober 1984   | Kolumbien    |
| Filippo Savini            | 2. Mai 1985       | Italien      |
| Emanuele Sella            | 9. Januar 1981    | Italien      |
| Francesco Tomei           | 19. Mai 1985      | Italien      |